# Thijs Goedknegt
 (février 2019).
Si vous disposez d'ouvrages ou d'articles de référence ou si vous connaissez des sites web de qualité traitant du thème abordé ici, merci de compléter l'article en donnant les références utiles à sa vérifiabilité et en les liant à la section « Notes et références ».
 (février 2019).
Thijs Goedknegt, né le 24 décembre 1998 aux Pays-Bas,, est un acteur néerlandais.

## Filmographie

### Cinéma et téléfilms
- 2007 : Adriaan (nl) : Teun
- 2009 : Kikkerdril (nl) : Jannus